# Rock the Nations
Albums de Saxon
Innocence Is No Excuse
(1985) Destiny
(1988)
Rock the Nations est le huitième album studio du groupe de heavy metal anglais Saxon. Il est sorti le 13 octobre 1986 et a été produit par Gary Lyons. Elton John joue du piano sur les titres "Party 'til You Puke" et "Northern Lady". Paul Johnson apparaît pour la première fois dans le line up du groupe en remplacement de Steve Dawson, mais c'est Biff Byford qui joue de la basse sur l'album.
Pourtant mal accueilli par les critiques, qui reprochent au combo de s'éloigner de plus en plus de ses origines NWOBHM, Rock the Nations suit la ligne tracée par Innocence Is No Excuse, avec un son plus Heavy que Metallique...

## Titres
- Compositions : Byford, Glockler, Oliver, Quinn

1. Rock the Nations [4:41]
2. Battle Cry [5:26]
3. Waiting for the Night [4:52]
4. We Came Here to Rock [4:19]
5. You Ain't No Angel [5:29]
6. Running Hot [3:36]
7. Party 'til You Puke [3:26]
8. Empty Promises [4:11]
9. Northern Lady [4:43]

## Composition du groupe
- Biff Byford, chant, basse
- Graham Oliver, guitare
- Paul Quinn, guitare
- Nigel Glockler, batterie
- Paul Johnson, basse (ne joue pas sur l'album)
- Elton John (piano "Party 'til You Puke", "Northern Lady")
- Irwin & Inga (chœurs "You Ain't No Angel")

## Crédits
- Produit par Gary Lyons
- Enregistré aux Wisseloord Studios (Pays-Bas)